# دسك (أمجز)
دسك (بالفارسية: دسک) هي قرية تقع في إيران في قسم أمجز الريفي. يقدر عدد سكانها بـ 362 نسمة بحسب إحصاء 2016.